# Insulele stepice Șura Mică - Slimnic
Insulele stepice Șura Mică - Slimnic este o arie protejată (arie specială de conservare — SAC, sit de importanță comunitară — SCI) din România, desemnată în scopul protejării biodiversității și menținerii într-o stare de conservare favorabilă a florei spontane și faunei sălbatice, precum și a habitatelor naturale de interes comunitar aflate în arealul zonei de protecție. Aceasta se află în  sudul Transilvaniei, pe teritoriul județului Sibiu.

## Localizare
Aria naturală se întinde în partea central-vestică a județului Sibiu, pe teritoriul administrativ al comunelor Slimnic, Șura Mare și Șura Mică, în apropiere de drumul național DN14, care leagă municipiul Sibiu de Copșa Mică.

## Înființare
Aria protejată reprezintă o zonă naturală (păduri de foioase, pășuni, pajiști naturale, stepe, vii și livezi) încadrată în bioregiunea continentală din sud-vestul Podișului Transilvaniei. Situl se întinde în bazinul hidrografic superior al râului Olt (brăzdat de cursurile văilor: Slimnic, Șarba, Valea Plopilor și Valea Șerpuită) și a fost creat în scopul protejării biodiversității și menținerii într-o stare de conservare favorabilă a florei și faunei sălbatice, precum și a unor habitate de interes comunitar aflate în Depresiunea colinară a Transilvaniei. Situl a fost protejat și ca arie specială de conservare în mai 2022. Acesta include rezervația naturală Dealul Zackel.
Zona a fost declarată sit de importanță comunitară prin Ordinul Ministerului Mediului și Dezvoltării Durabile Nr.1964 din 13 decembrie 2007 (privind instituirea regimului de arie naturală protejată a siturilor de importanță comunitară, ca parte integrantă a rețelei ecologice europene Natura 2000 în România) și se întinde pe o suprafață de 441,2 hectare.

## Biodiversitate
Situl Insulele stepice Șura Mică - Slimnic prezintă o arie naturală cu o diversitate floristică și faunistică ridicată, exprimată atât la nivel de specii cât și la nivel de ecosisteme terestre.
În arealul sitului au fost identificate șapte tipuri de habitate comunitare; astfel: Comunități de lizieră cu ierburi înalte higrofile de la nivelul câmpiilor, până la cel montan și alpin;  Pajiști uscate seminaturale și faciesuri cu tufărișuri pe substrat calcaros (Festuco-Brometalia);  Pajiști stepice subpanonice, Pajiști cu Molinia pe soluri calcaroase, turboase sau argiloase (Molinion caeruleae); Pajiști aluviale din Cnidion dubii; Pajiști de altitudine joasă (Alopecurus pratensis, Sanguisorba officinalis) și Tufărișuri subcontinentale peri-panonice. 

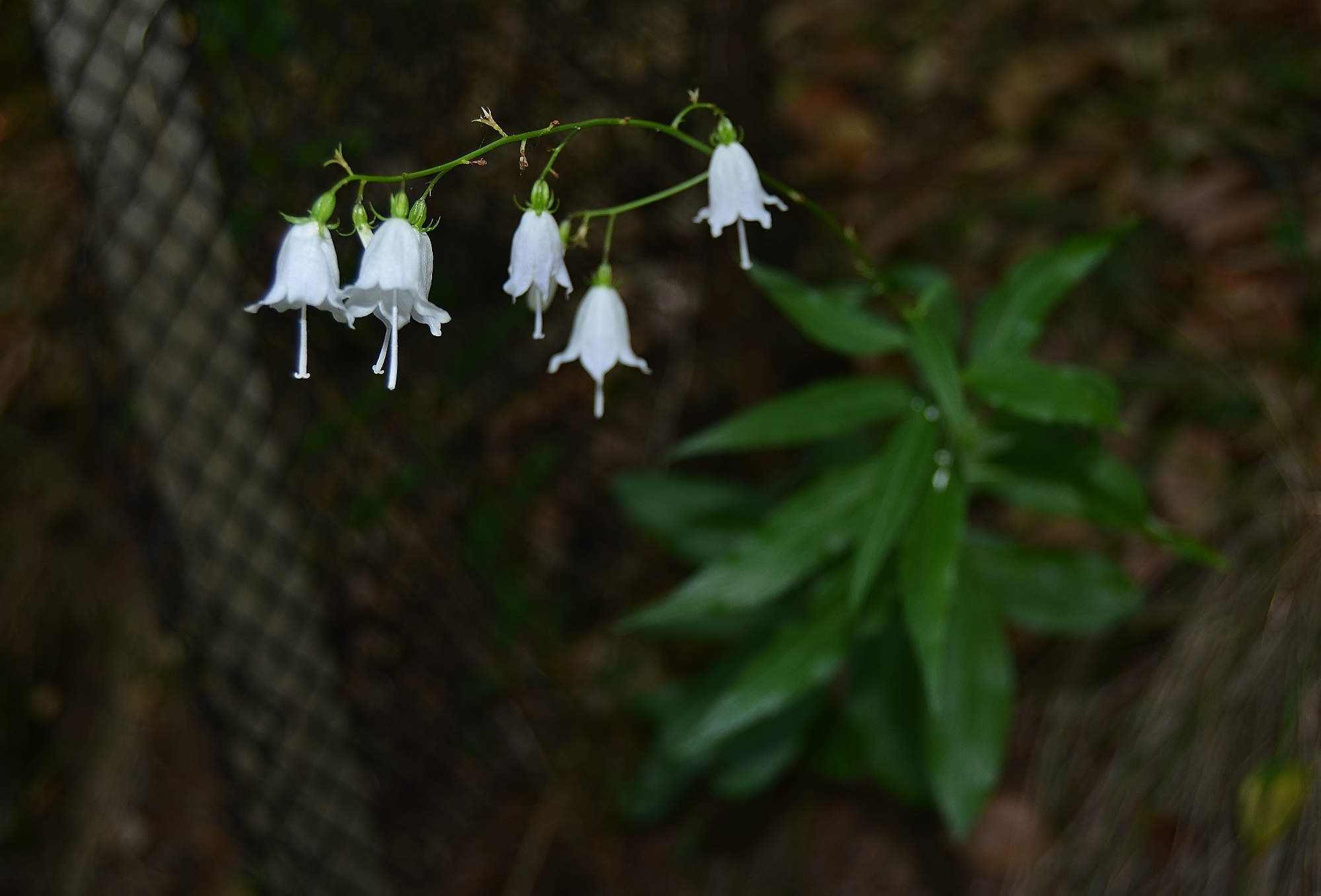
Clopțelul cu frunze de crin (Adenophora lilifolia)

La nivelul ierburilor sunt întâlnite mai multe rarități floristice; dintre care unele protejate prin Directiva Consiliului European 92/43/CE din 21 mai 1992 (privind conservarea habitatelor naturale și a speciilor de faună și floră sălbatică); astfel: capul-șarpelui (Echium russicum), hodolean tătăresc (Crambe tataria), clopțelul cu frunze de crin (Adenophora lilifolia), angelică (Angelica palustris) sau stânjenelul sălbatic (Iris aphylla ssp. hungarica); care vegetează alături de: orhideea piramidă (Anacamptis pyramidalis), rușcuță de primăvară (Adonis vernalis), frăsinel (Dictamnus albus), ceapa ciorii (Gagea villosa), stânjenel de stepă (Iris pumila), salvie (Salvia officinalis), ploșnițoasă (Orchis coriophora), mac galben (Glaucium flavum), zăvăcustă (Astragalus dasyanthus), brei ovat (Mercurialis ovata), colilie (Stipa capilata) sau firuță (Poa badensis).
Fauna sitului are în componență trei amfibieni: tritonul cu creastă (Triturus cristatus)), tritonul comun transilvănean (Triturus vulgaris ampelensis) și ivorașul-cu-burta-galbenă (Bombina variegata); o reptilă: broasca țestoasă de baltă (Emys orbicularis) și un fluture (Pseudophilotes bavius) din familia Lycaenidae. Cele cinci specii se află pe lista roșie a IUCN și sunt protejate prin aceeași Directivă a CE (anexa I-a)  92/43/CE din 21 mai 1992.

## Căi de acces
- Drumul național DN14 pe ruta: Sibiu - Șura Mare - Slimnic.

## Monumente și atracții turistice
În vecinătatea sitului se află câteva obiective de interes istoric, cultural și turistic; astfel:

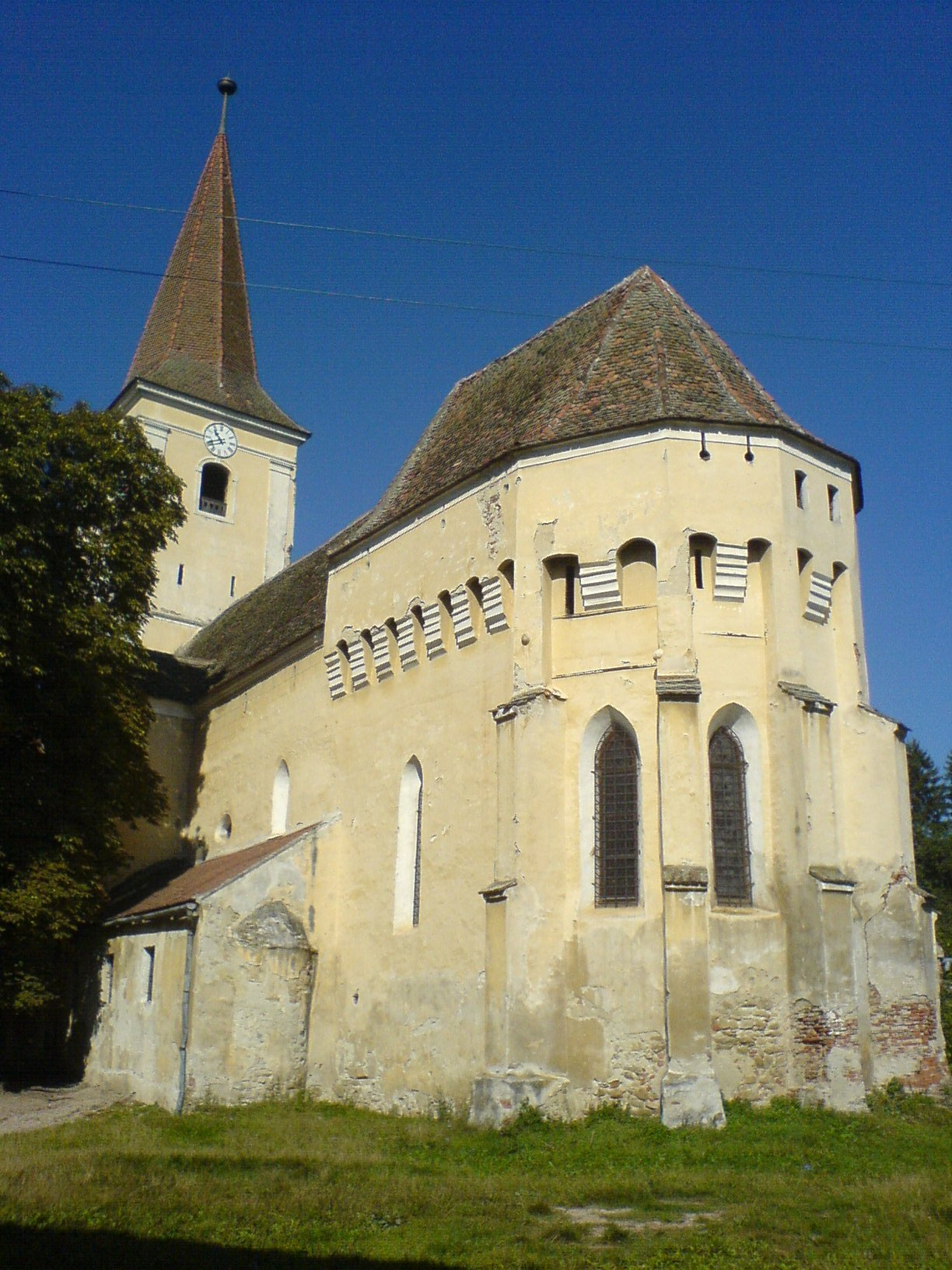
Biserica fortificată din Șura Mare

- Ansamblul bisericii evanghelice fortificate de la  Ruși (Biserica evanghelică și incintă fortificată, cu turn-clopotniță), construcție sec. XVII - XVIII, monument istoric.
- Biserica evanghelică din Slimnic, construcție sec. XIV - sec. XVI, monument istoric.
- Biserica "Sf. Arhangheli" din Slimnic, construcție 1831, monument istoric.
- Ansamblul bisericii evanghelice din Șura Mare (Biserica evanghelică, casa parohială), construcție secolul al XIII-lea, monument istoric.
- Ansamblul bisericii evanghelice fortificate din Șura Mică (Biserica evanghelică și incinta fortificată), construcție secolul al XIII-lea, monument istoric.
- Biserica de lemn din Șura Mare, construcție 1722, monument istoric.
- Cetatea Slimnicului (Stolzenburg) (incintă fortificată, cu turnuri, capelă, turn de poartă, bastion, anexe) construcție sec. XIV - XVIII, monument istoric.
- Situl arheologic de la Șura Mare (Neolitic, sec.XI).
- Situl arheologic de la Șura Mică (sec. I a. Chr.-I p. Chr. Cultura geto - dacică).
- Așezarea romană de la Rusciori (sec. II - III p. Chr.).
- Așezarea romană de la Ruși (sec. II - III p. Chr.).